# Nemzetközi Shakespeare Alapítvány és Shakespeare Ház
Nemzetközi Shakespeare Alapítvány és Shakespeare Ház – Nagy Attila sepsiszentgyörgyi mérnök, műkedvelő-színjátszás szervező és önművelő Shakespeare-kutató által 1992-ben alapított művelődési-tudományos létesítmény, amely a városhoz közeli Árkoson működik.

## Működése
Elnöke Nagy Attila; titkára az alapítás idején Máthé Magda, a dokumentációs osztály vezetője Niculina Ţintea volt. Célkitűzései közé tartozik a Shakespeare-kutatás és a műve iránti érdeklődés felkeltése Erdélyben, az angol nyelvtudás elmélyítése, kapcsolattartás a világ más Shakespeare-kutató műhelyeivel. E célból székhelyén, az árkosi kastélyban szakkönyvtárat alakított ki, konferenciákat szervez, előadásokat rendez és támogat.
Az első nemzetközi konferenciát 1992. május 22-23-án rendezte meg, 14 ország Shakespeare-kutatóinak részvételével; ezt követték újabb rendezvények 1993. május 21-23-án, november 20-22-én, majd 1995. február 18-án, amelyeken előadók szerepeltek Angliából, az Amerikai Egyesült Államokból, Magyarországról, Lengyelországból, Bulgáriából; hazai szinten pedig Bukarestből, Kolozsvárról, Nagyszebenből. Azóta az ilyen rendezvényekre általában kétévente kerül sor, de a Nemzetközi Shakespeare Alapítvány és Shakespeare Ház folyamatos kapcsolatot tart többek között a Magyar Shakespeare Társasággal. Rendezvényein előadások hangzanak el Shakespeare műveiről, értelmezések, elemzések egyes drámákról, szerepekről, a Shakespeare-művek korabeli visszhangjáról, nagy klasszikusok (Arany János, Mihai Eminescu) művéhez való viszonyáról.
A Nemzetközi Shakespeare Alapítvány és Shakespeare Ház elnöke Shakespeare – ezerszer címmel hatalmas Shakespeare-breviáriumot állított össze azok számára, akik részletekbe menően vagy átfogóan kívánják megismerni a nagy angol drámaíró művét, egyetemes fogadtatásának adatait. A maga nemében egyedülálló könyv évek óta kiadásra készen áll.